# Articuno
Articuno komt in de Pokémon-spellen voor.
De naam Articuno kan als volgt worden geduid: Artic komt van het Engelse woord "Arctic" omdat het een Ice-type Pokémon is en uno (één) omdat dit de eerste van de drie legendarische Pokémon is (de andere zijn Zapdos en Moltres). Articuno komt voor in de spellen Pokémon Red, Blue, Green, Yellow, FireRed, LeafGreen, Snap, Pokémon XD, Mysterie Dungeon, GO en in Super Smash Bros. Daarnaast komt Articuno voor in de film Pokémon 2: Op eigen kracht en in de Pokémon- tekenfilmserie.

## Biologie

### Fysiologie
Articuno neemt de vorm van een grote vogel met een overwegend blauw verenkleed. De kleur op zijn wimpel-achtige staart en de kuif op zijn hoofd is cyaan. Die kuif is behoorlijk eenvoudig, bestaande uit drie ruitvormige veren op zijn voorhoofd. Het lichaam is luchtblauw, en wordt lichter op zijn buik en borst. Zijn meest kenmerkende eigenschap zijn zijn grote vleugels, die lijken alsof ze van ijs gemaakt zijn. Hij heeft een grijze bek en dunne, grijze poten.

#### Verschillen in geslacht
Articuno is geslachtloos.

### Speciale eigenschappen
Wanneer Articuno met zijn vleugels slaat, bevriest het vocht in de lucht, waardoor sneeuw ontstaat.

### Gedrag
Articuno is een van de legendarische vogels in Kanto. Articuno is passiever dan zijn tegenhangers; door de isolering in de hoogste bergen, houdt Articuno niet van vechten. Hij vliegt van sneeuwtop naar sneeuwtop. Hij is een slecht begrepen soort, doordat velen geloven dat hij slechts een mythe is. Volgens de legende verschijnt hij bij verdoemde verdwaalde reizigers in besneeuwde gebieden. Het is onmogelijk te zeggen of dit geldige waarnemingen zijn (omdat de reizigers de kans niet hebben om hun waarneming door te vertellen), of gewoon een waanbeeld vlak voor het sterven. Hij wordt beschreven als spectaculair tijdens het vliegen: met zijn lange staart achter hem aan golvend en zijn vleugels schitterend als ijs. Er wordt gezegd dat hij sneeuwval veroorzaakt tijdens het vliegen, en dat hij mogelijk de eigenschap heeft sneeuwstormen (aanval Blizzard) te veroorzaken.

### Habitat
Articuno leven in koude, geïsoleerde gebieden, zoals bergtoppen.

## Ruilkaartenspel
Er bestaan acht standaard Articuno kaarten, waarvan één enkel in Japan uitgebracht is. Er is ook nog één Pryce's Articuno en twee Articuno ex-kaarten uitgebracht. Deze kaarten hebben allemaal het type Water als element. Verder is er nog één Rocket's Articuno ex-kaart uitgebracht, met type Donker als element. Ook verscheen Articuno op een type Kleurloos combinatie-kaart van Articuno, Zapdos en Moltres.

### Articuno (Wizards Promo 48)
Articuno (Japans: フリーザー Freezer) is een Water-type Basis Pokémonkaart. Het is uitgegeven als Promo kaart. Hij heeft een HP van 80, en kent de Pokémon Power Aurora Veil en de aanval Ice Beam. Ice Beam is een aanval die Articuno in de spellen leert op level 43, terwijl de Articuno op deze kaart maar level 34 heeft.